# سارا غارسيا
سارا غارسيا (بالإسبانية: Sara García)‏ هي ممثلة مكسيكية وإسبانية، ولدت في 8 سبتمبر 1895 في المكسيك، وتوفيت في 21 نوفمبر 1980 بمدينة مكسيكو في المكسيك بسبب توقف القلب.

## وصلات خارجية
- سارا غارسيا على موقع IMDb (الإنجليزية)
- سارا غارسيا على موقع ألو سيني (الفرنسية)
- سارا غارسيا على موقع أول موفي (الإنجليزية)
- سارا غارسيا على موقع قاعدة بيانات الفيلم (الإنجليزية)
- سارا غارسيا على موقع كينوبويسك (الروسية)